# التصويت مبكرا والتصويت كثيرا
التصويت مبكرًا والتصويت كثيرًا (بالإنجليزية: Vote early and vote often) هي عبارة تهكمية بصفة عامة تُستخدم فيما يتعلق بالانتخابات وعملية التصويت. وعلى الرغم من أن هذه العبارة نادرًا ما تُعتبر اقتراحًا خطيرًا، فإنها تحث نظريًا على النشاط الانتخابي الفاسد، ولكن غالبًا ما تُستخدم للإشارة إلى حدوث مثل هذا النوع من الفساد.
وتعود أصول هذه العبارة في الولايات المتحدة الأمريكية إلى منتصف القرن التاسع عشر وقد ظهرت في وقت مبكر في بريطانيا عندما قامت إحدى الصحف بإعادة طباعة مراسلات واردة من محام أمريكي. ومع ذلك، لم يتم استخدام العبارة على نطاق واسع حتى أوائل القرن العشرين عندما تم استخدامها فيما يتعلق بأنشطة الشخصيات أصحاب الجريمة المنظمة في شيكاغو.

## التصويت مبكرا
يشير هذا الجزء من العبارة إلى أن الشخص ينبغي أن يصل للتصويت في وقت مبكر من اليوم. وتنطوي معظم العمليات الانتخابية الديمقراطية على غرف الاقتراع، التي تكون مفتوحة لفترة زمنية محددة. ومن شأن التصويت في وقت مبكر من اليوم بث درجة معنية من الحماس للتصويت لا يتمتع بها بالضرورة ناخبون آخرون.
وهذا الجزء من العبارة يكون بشكل عام مقبولاً كإشارة إلى التصويت مبكرًا في يوم الاقتراع أو التصويت مبكرًا في العملية الانتخابية وليس إشارة للعملية الرسمية للتصويت المبكر. وغالبًا ما يُعتقد أن التقارير المبكرة عن نجاح أحد الأحزاب من شأنها أن تحث المزيد من مؤيدي هذا الحزب على الخروج أو أثناء خصومهم عن ذلك. وفي الكثير من البلدان مثل المملكة المتحدة، تكون هناك قيود على التقارير الإخبارية عندما تكون عمليات الاقتراع لا تزال جارية، وذلك لمنع هذه الأمور.

## التصويت كثيرًا
ويتم إجراء معظم العمليات الانتخابية الديمقراطية الحديثة على أساس شخص واحد، صوت واحد. وعلى هذا النحو، فإن التصويت كثيرًا (في يوم واحد) يشير إلى أن الشخص يدلي بصوته كأنه أكثر من شخص - شخص لديه عدة قوائم ناخبين.
وعلى هذا النحو، تشير العبارة إلى أن الشخص المعني متورط في تسويد بطاقات الاقتراع أو بعض الأشكال الأخرى من تزوير الانتخابات التي تتضمن فردًا واحدًا يقوم بالإدلاء بالعديد من الأصوات.

## معلومات تاريخية
بين المؤرخ جيمس مورغان، في أحد المنشورات التي صدرت عام 1926، أن جون فان بيرن هو مؤلف هذه العبارة، وهو ما أكده لورنس أوردانغ وجانيت براونشتاين. وتشير الاقتباسات المعروفة لبارتليت إلى استخدام هذه العبارة في عام 1858 من قِبل ويليام بورشر مايلز.
وقد نشرت صحيفة التايمز البريطانية بتاريخ 27 أغسطس 1859 رسالة عن استخدام بطاقة الاقتراع للتصويت في الولايات المتحدة، كتبها ريتشارد هنري دانا الابن إلى صديقه لورد رادستوك. وفي هذه الرسالة يقول دانا:
يُشار كذلك إلى العبارة باسم «المبدأ الأكثر ثناءً» للآلة السياسية الخاصة بمؤسسة تامني هول عام 1860: فقد استخدموا «أشخاصًا مكررين»، كانوا يحصلون على خمسة دولارات وخمور للذهاب والتصويت عن الناخبين المتوفين مؤخرًا. وتم تصوير هذه العملية في فيلم مارتن سكورسيزي تحت عنوان عصابات نيويورك (Gangs of New York) حيث يتم إجبار السكارى على الحلاقة (لتغيير مظهرهم) والعودة إلى مراكز الاقتراع للتصويت مرة أخرى.
في كتابه كابوني (Capone)، ينسب جون كوبلر العبارة إلى آل كابوني صاحب السمعة السيئة.
وفي الولايات المتحدة، اتهم الجمهوريون خصومهم باستدعاء هذا النوع من الفساد بدعمهم للقانون الوطني لتسجيل الناخبين لعام 1993، الذي يُعرف باسم «قانون الناخبين المتحركين (Motor Voter Law)».